# Hoffmantown Baptist Church

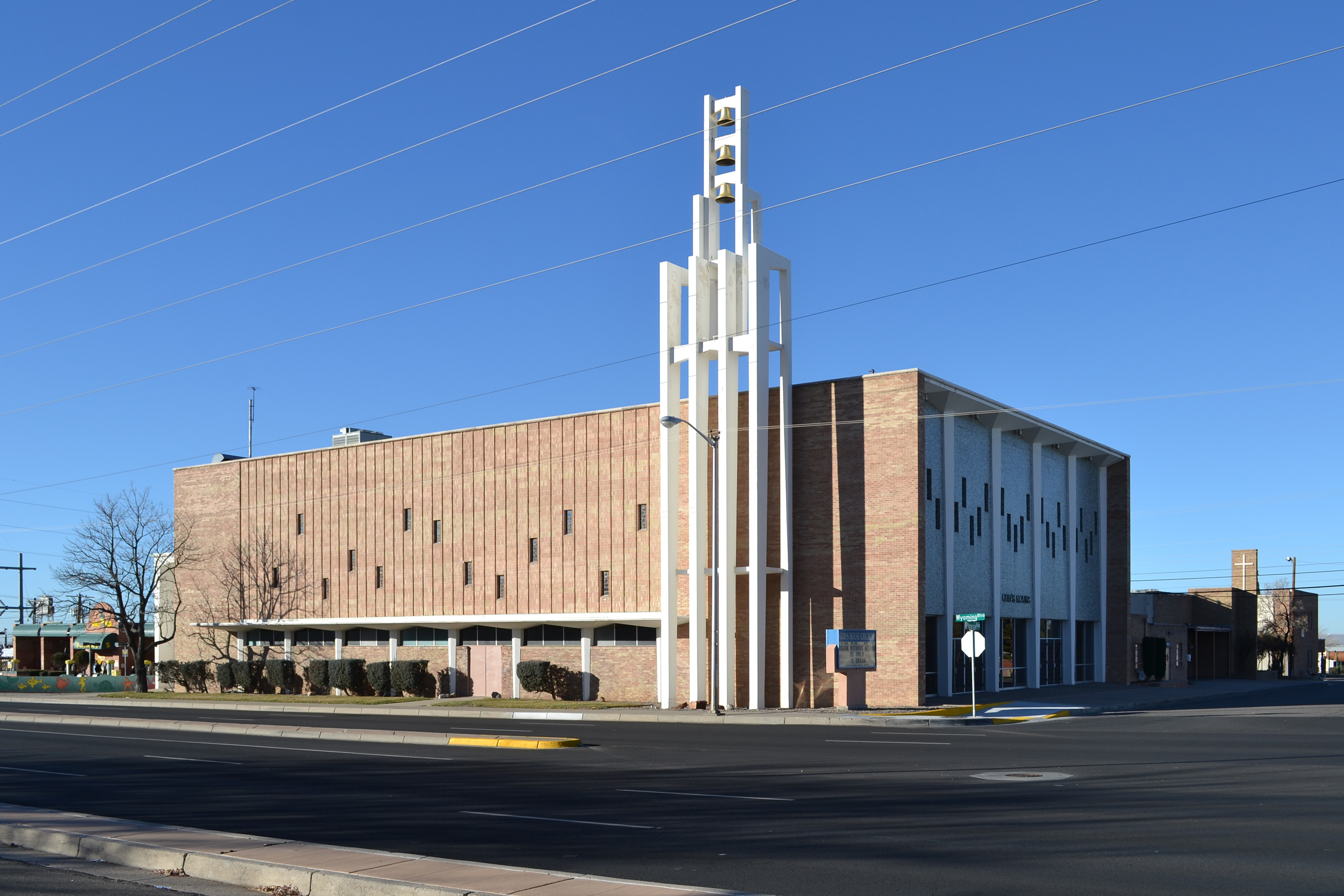
Die ehemalige Hoffmantown Baptist Church in Albuquerque

Die Hoffmantown Baptist Church ist eine frühere baptistische Kirche im Stadtteil Hoffmantown in Albuquerque (Bernalillo County) im US-Bundesstaat New Mexico in den Vereinigten Staaten. Das Bauwerk wurde 1997 von der Freikirche God’s House Church aufgekauft und ist seit 2019 im National Register of Historic Places als historisches Denkmal aufgenommen.

## Geschichte
Die Hoffmantown Baptist Church wurde im Jahr 1953 gegründet. Zunächst errichtete die Gemeinde eine Backsteinkapelle in der Phoenix Avenue. Da die Kirchengemeinde schnell wuchs, wurden in kurzer Zeit eine Reihe neuer Nebengebäude errichtet. Ein Verwaltungsgebäude im Jahr 1954, den Gemeindesaal 1956 sowie ein Schulgebäude im Jahr 1959. 1965 beauftragte die Gemeinde die Architekten Kruger, Lake und Henderson damit, eine neue Kirche zu entwerfen, die 800 Gläubigen Platz bieten sollte. Die 1965 eingeweihte neue Hoffmantown Baptist Church entstand im Stil des New Formalist. Die Hauptfassade im Norden der Kirche wird von sechs kolossalen Säulen getragen. Eine Verkleidung aus kleinen bunten blauen Fliesen bedeckt die Fassade mit fünf Feldern. Die Fassade wird ergänzt durch ein Band aus vertikal versetzten Fenstern. Ein ähnliches Fenstermuster erscheint auf der Ost- und Westseite. An der Ostfassade befindet sich ein offener Glockenturm aus Beton. Der Innenraum wird von einer Reihe von sieben stilisierten gotischen Fenstern an der Ost- und Westseite mit darüber angeordneten Fensterbändern mit farbigem Glas beleuchtet. Der Zugang in die Kirche erfolgt durch einen Narthex, der auch zur hinteren Empore führt. Die Nebengebäude des Kirchencampus sind nicht Teil der Einstufung als Baudenkmal. Die Kirche hat seit ihrem Bau im Jahr 1965 keine bedeutenden Veränderungen in ihrem Erscheinungsbild im Inneren und Äußeren erfahren.
1972 begann die Kirchengemeinde mit der Ausstrahlung eines regelmäßigen Fernsehgottesdienstes, der bis heute in New Mexico gesendet wird.  Die Kirchenmitgliederzahl verdoppelte sich auf 2200. Im Jahr 1981 wurde eine Sammelaktion gestartet, um Gelder für eine neue größere Kirche weiter im Norden der Stadt gelegen zu sammeln. Im April 1986 begann der Spatenstich und der erste Gottesdienst in der neuen Kirche, der sogenannten Hoffmantown Church, fand am 20. September 1987 statt. Die God’s House Church, ursprünglich bereits 1916 als The House of God gegründet, kaufte die alte Hoffmantown Baptist Church am 19. Januar 1997 auf, da ihr früheres Kirchengebäude den Ansprüchen dieser Gemeinde nicht mehr genügte.